# WNT974
WNT974是一种有机化合物，化学式为C23H20N6O。它可以2-氨基吡啶-5-硼酸频哪醇酯和2-碘吡嗪为原料，经多步反应制得。它是一种Wnt信号抑制剂。